# Saint (Film)
Saint (Originaltitel: Sint) ist eine niederländische schwarze Komödie und ein Horrorfilm aus dem Jahre 2010 über Sinterklaas, einen Charakter, der vergleichbar mit Sankt Nikolaus in Deutschland ist. Regie führte Dick Maas, es ist eine Rückkehr zum Horror-Genre von seinen früheren Filmen Fahrstuhl des Grauens (1983) und Verfluchtes Amsterdam (1988). Die Geschichte verzerrt die volkstümlichen Traditionen von Sinterklaas und porträtiert ihn als einen Geist, der eine große Zahl von Menschen ermordet, wenn sein jährlich kommender Tag mit Vollmond zusammenfällt.

## Handlung
Am 5. Dezember 1492 wird eine Bande unter der Führung des ehemaligen Bischofs Niklas von Dorfbewohnern, die die Plünderungen und Ermordungen der Bande nicht mehr akzeptieren, getötet. In den Jahren, in denen das Todesdatum der Bande auf einen Vollmond fällt, kehren sie als mörderische Geister zurück.
Die Öffentlichkeit weiß nichts davon und feiert jährlich das Sinterklaas-Fest am 5. Dezember, mit Erwachsenen, die nicht glauben, dass Sinterklaas existiert, aber die die Kinder glauben lassen, er existiere. Die Zwarte Pieten sind nicht aufgrund ihrer Rasse schwarz, sondern als Folge des Brandes, in dem sie getötet wurden. Niklas’ Krummstab hat scharfe Kanten und ist eine Waffe. Am 5. Dezember fallen Sinterklaas und die Zwarte Pieten nicht auf, da viele Leute für die Feierlichkeiten gekleidet sind und daher aussehen wie sie.
Das letzte Mal, als die gespenstische Bande zurückkam, war im Jahr 1968. Hunderte von Menschen wurden getötet, darunter die ganze Familie eines kleinen Jungen, Goert, der jetzt Polizist ist. Die Behörden verharmlosen die Vorfälle, und bewahren, ebenso wie die römisch-katholische Kirche, die mögliche Beteiligung von Niklas als Geheimnis.
Als am 5. Dezember 2010 ebenfalls Vollmond ist, ist Goert sehr besorgt, und empfiehlt das Verbot aller Sinterklaas-Aktivitäten und zunehmende Überwachung, aber er wird nicht ernst genommen und in Beurlaubung geschickt.
Wie Goert vorhersagte, kehrt die Geister-Bande zurück und tötet Hunderte von Menschen. Da die Bande immun gegen Kugeln ist, wird sie schließlich durch Feuer verjagt. Neben Goert spielt auch der Student Frank eine heroische Rolle in dem Film.

## Besetzung
- St. Niklas (Huub Stapel) ist ein böser Bischof, der vor 475 Jahren getötet wurde und deshalb immer, wenn am 5. Dezember Vollmond ist, mordet.
- Frank (Egbert Jan Weeber) ist ein junger Teenager, der als „5.-Dezember-Mörder“ angeklagt ist.
- Natasha (Madelief Blanken) ist Franks beste Freundin.
- Lisa (Caro Lenssen) ist Franks neue Freundin, die den Mythos des bösen Bischofs glaubt.
- Sophie (Escha Tanihatu) ist Lisas beste Freundin.
- Goert (Bert Luppes) – Junger Goert (Niels van den Berg) ist ein suspendiert Polizist, der Sint's Blutbad vor 40 Jahren überlebte und an Sinterklaas sehr misstrauisch ist.
- Lisas Mutter (Cynthia Abma)
- Polizeibeamter (Kees Boot)
- Hanco (Joey van der Velden) ist Franks bester Freund.
- Sander (Jim Deddes) ist Franks anderer Freund.

## Kontroversen
Obwohl es den Kindern nicht gestattet war, den Film zu sehen, gab es besorgte Eltern, da die Film-Plakate in den Straßen und in den Eingangshallen der Kinos zu sehen waren. Es zeigt Sinterklaas mit verstümmeltem Gesicht und bösartigem Blick. Einige Leute waren besorgt, dass dies verwirrend und beängstigend für kleine Kinder sein könnte, die immer noch an Sinterklaas glauben. Eine Strafanzeige wurde im Oktober 2010 eingereicht und forderte die Beseitigung aller Plakate. In der anschließenden Gerichtsverhandlung behauptete Regisseur Dick Maas, dass, wenn die Eltern ihre Kinder glauben lassen, dass Sinterklaas existiere, sie sie auch informieren könnten, dass der Mann auf dem Plakat nicht der wirkliche Sinterklaas sei. Das Gericht entschied zugunsten von Maas, stellte fest, dass das verstümmelte Gesicht nicht sichtbar genug auf dem Plakat sei, und wies die Beschwerde ab.